# Vitalis Chikoko
Vitalis Chikoko (Harare, 11 febbraio 1991) è un cestista zimbabwese.

## Carriera
Ha militato in Serie A nella Pallacanestro Reggiana.
Nell'estate del 2015 viene acquistato dalla Scaligera Basket Verona.
Con lo Zimbabwe ha disputato i Campionati africani del 2015.

## Palmarès

### Squadra
- Coppa di Francia: 2

Pau-Lacq-Orthez: 2021-2022
Digione: 2023-2024

### Individuale
- MVP Coppa di Francia: 2

Pau-Lacq-Orthez: 2021-2022
Digione: 2023-2024